# 阿高谢吉哈佐
阿高谢吉哈佐，是匈牙利南部巴奇-基什孔州所辖的一个村，总面积55.87平方公里，总人口1920，人口密度34.47人/平方公里（2001年）。地理坐标为46°50′N 19°27′E。